# Alessio Lorandi

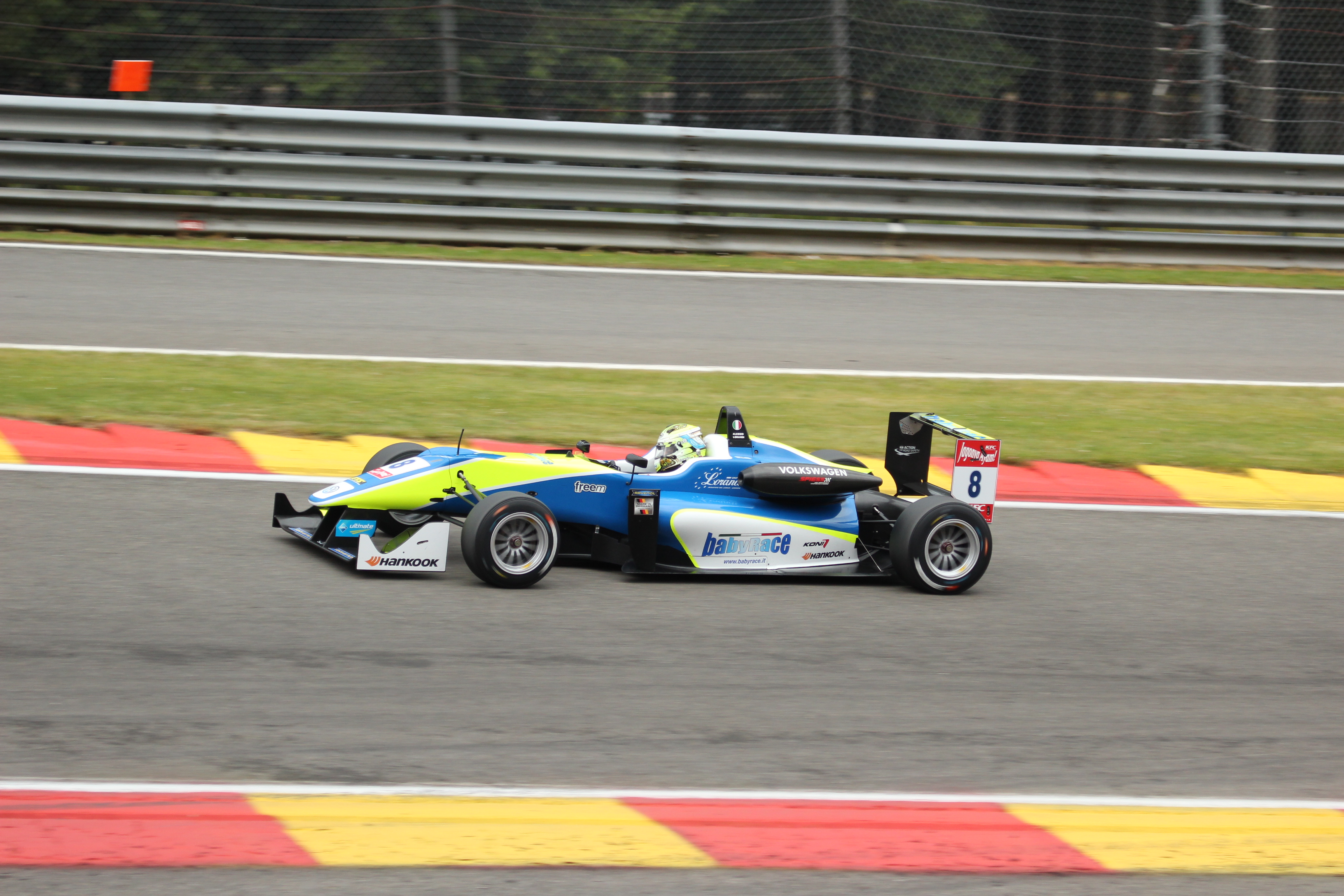
Alessio Lorandi in 2015

Alessio Lorandi (Salò, 8 september 1998) is een Italiaans autocoureur.

## Carrière

### Karting
Lorandi kent een succesvolle carrière in het karting. In 2007 maakte hij hier zijn debuut met een 29e plaats in de Euro Trophy 60 Baby en een 30e plaats in de Italiaanse Trophy 60 Baby. Zijn eerste grote successen kwamen in 2010, toen hij de 60 Junior-klasse van de Trofeo Andrea Margutti won en vijfde werd in de ROK Cup International Final.
In 2011 stapte Lorandi over naar de KF3-klasse, waarin hij derde werd in de Trofeo Invernal Ayrton Senna. Ook eindigde hij als elfde in de CIK-FIA World Cup en als 29e in de WSK Final Cup.
In 2012 bleef Lorandi in verschillende KF3-kampioenschappen rijden. Dat jaar won hij de Copa Campeones Trophy, werd hij achter Callum Ilott tweede in de WSK Final Cup en de WSK Master Series. In de WSK Euro Series eindigde hij achter Alex Palou en Ilott als derde. Tevens verbeterde hij zich in de CIK-FIA World Cup naar de zesde plaats en werd hij vijfde in de Trofeo Andrea Margutti.
In 2013 won Lorandi de KF3-klasse van de South Garda Winter Cup en de KFJ-klasse van de WSK Super Master Series. Daarnaast werd hij kampioen in het CIK-FIA World KF-Junior Championship, maar eindigde hij slechts als 37e in het CIK-FIA European KF-Junior Championship. In de KFJ-klasse van de CIK-FIA International Super Cup eindigde hij als zesde, in de WSK Euro Series als tweede en in de WSK Final Cup als derde.
In 2014 stapte Lorandi over naar de KF2-klasse, waarbij hij de South Garda Winter Cup en de Trofeo Andrea Margutti won. Daarnaast werd hij tweede in de WSK Super Master Series en de WSK Champions Cup. Tevens werd hij zesde in het CIK-FIA European KF Championship, maar in het CIK-FIA World Championship eindigde hij slechts als 21e.

### Formule 3
In 2015 maakte Lorandi de overstap naar het formuleracing, waarbij hij in het Europees Formule 3-kampioenschap meteen zijn Formule 3-debuut maakte voor het team Van Amersfoort Racing. Hij kon echter geen grote indruk maken, aangezien hij slechts met een zesde plaats op het Circuit Pau-Ville als beste resultaat als twintigste in het kampioenschap eindigde met 26 punten.
In 2016 bleef Lorandi in de Formule 3 rijden, maar stapte hij over naar het team Carlin. Hij won de Grand Prix de Pau, behaalde nog een podiumplaats op het Circuit Park Zandvoort en werd dat jaar ook zesde in de Masters of Formula 3, maar drie raceweekenden voor het einde van het kampioenschap verliet hij het team. Uiteindelijk eindigde hij het seizoen op de veertiende plaats met 96 punten.

### GP3
Nadat hij de Formule 3 verliet, stapte Lorandi in 2016 over naar de GP3 Series, waarin hij de laatste twee raceweekenden voor het team Jenzer Motorsport ging rijden. Met een negende plaats op het Sepang International Circuit als beste resultaat werd hij puntloos 23e in de eindstand.
In 2017 reed Lorandi zijn eerste volledige GP3-seizoen in dienst van Jenzer. Hij won één race op het Circuito Permanente de Jerez en stond in drie andere races op het podium, waardoor hij zevende werd in het klassement met 92 punten.
In 2018 bleef Lorandi actief in de GP3, maar maakte hij de overstap naar het team Trident. Hij behaalde een podiumplaats op de Red Bull Ring, maar nam niet deel aan de tweede helft van het seizoen. Met 42 punten werd hij desondanks elfde in de eindstand.

### Formule 2
Nadat Santino Ferrucci uit het Formule 2-team van Trident werd gezet, nam Lorandi in het midden van het seizoen zijn plaats in. Met een zevende plaats op het Sochi Autodrom als beste resultaat werd hij met zes punten twintigste in het eindklassement.